# Neosemidalis (Neosemidalis) globiceps
Neosemidalis (Neosemidalis) globiceps is een insect uit de familie van de dwerggaasvliegen (Coniopterygidae), die tot de orde netvleugeligen (Neuroptera) behoort. 
Neosemidalis (Neosemidalis) globiceps is voor het eerst wetenschappelijk beschreven door Meinander in 1972.